# Birdsall House
Birdsall House constitui uma residência senhorial britânica, localizada em Birdsall, no condado de North Yorkshire, Inglaterra. O imóvel encontra-se classificado como Edifício de Grau II, conforme registo oficial.
A construção remonta ao final do século XVI, tendo sido sujeita a uma profunda remodelação em 1749, altura em que se procedeu à elevação de um segundo piso (terceiro nível) no corpo principal. Posteriormente, em 1776, foi adossada uma ala lateral, à qual, em 1872, se veio a acrescentar uma outra ala simétrica do lado oposto.
O edifício apresenta uma construção em pedra talhada e aparelhada, com cobertura em ardósia proveniente do País de Gales. O corpo central assume a forma de um bloco de três pisos e cinco vãos, estando ligado a alas laterais de dois pisos e dois vãos por intermédio de corpos de ligação unifuncionais. Importa assinalar que esta foi a primeira habitação em Inglaterra a beneficiar de um sistema privado de fornecimento de gás.

## História
O terreno onde atualmente se ergue a residência, bem como o respetivo parque envolvente, integrava, em tempos, o património de uma instituição monástica, tendo sido secularizado aquando da Dissolução dos Mosteiros, ordenada por Henrique VIII de Inglaterra. O imóvel original, concebido em estilo Tudor, foi erigido por encomenda da família Sotheby. Na sequência do matrimónio entre Elizabeth Sotheby e Thomas Willoughby, o casal empreendeu uma transformação substancial da propriedade, conferindo-lhe a feição georgiana que ainda hoje subsiste.
A propriedade passou, assim, para a posse da família Willoughby, tendo sido primeiramente herdada por Henry Willoughby, filho de Thomas, que viria igualmente a assumir o título de 5.º Barão Middleton, herdando ainda outros domínios familiares situados em Middleton Hall (Warwickshire) e Wollaton Park, onde acabou por fixar residência.
O seu sucessor, Henry Willoughby, 8.º Barão Middleton, optou por residir em Birdsall, tendo para o efeito contratado o conceituado arquitecto Anthony Salvin, a quem confiou a ampliação da residência. Viria a falecer nesse mesmo local, no ano de 1877. O seu filho, Digby Willoughby, 9.º Barão Middleton, manteve igual predilecção por Birdsall, vindo igualmente a falecer ali, em 1922. No ano seguinte, a família alienou as propriedades de Middleton e Wollaton, convertendo Birdsall na única residência senhorial do clã — estatuto que conserva até aos nossos dias.

## Atualmente
James e Cara Willoughby, acompanhados da respetiva família, continuam a residir e a administrar a propriedade de Birdsall, aproveitando partes do imóvel e dos terrenos circundantes para a realização de casamentos e eventos de cariz exclusivo. No ano de 2024, a família concluiu a reabilitação das antigas Cozinhas Vitorianas, reconvertendo-as num espaço privilegiado para eventos de natureza privada.